# Sila Varese
Sila Varese S.r.l è stata una società privata che ha gestito il trasporto pubblico locale nel comune di Varese. Ha operato sul territorio dall'ottobre 2005, anno nel quale ha rilevato la municipalizzata Azienda Varesina Trasporti (AVT), che oggi gestisce i parcheggi pubblici cittadini e la Funicolare Vellone-Sacro Monte, fino al suo fallimento nel 2010. Possedeva dieci linee urbane automobilistiche, le quali si dipanavano su una superficie di 1498 km², pari a quella comunale, e che, dal 10 settembre 2010, sono passate in toto al nuovo gestore, Trasporti Urbani Varese (TUV), subentrato come affittuario della fallita società.

## Linee gestite
- Linea A: Capolago-Cartabbia-Stazione FS-centro-Biumo Superiore;
- Linea B: Casbeno-centro-Stazione FS-Sangallo;
- Linea C: Bustecche-Giubiano-centro-Sant'Ambrogio-Prima Cappella del Sacro Monte;
- Linea CF: Sacro Monte-Campo dei Fiori;
- Linea E: Bizzozero-Stazione FS-centro-Masnago-Avigno;
- Linea G: circolare Stazione FS-Cimitero di Giubiano-Stazione FS;
- Linea H: Scuola Europea-centro-Stazione FNM-Biumo Inferiore-Valle Olona-San Fermo;
- Linea N: Calcinate del Pesce-Schiranna-Lissago-Bobbiate-Casbeno-centro-Stazione FNM-Belforte;
- Linea P: Velate-Masnago-centro-Stazione FNM-Biumo Inferiore-Biumo Superiore-Olona;
- Linea Z: Calcinate degli Orrigoni-Masnago-centro-Stazione FS-Sant'Ambrogio-Fogliaro-Bregazzana.

## Flotta
La nuova gestione di Sila ha profondamente rinnovato la flotta di autobus urbani. Infatti, durante gli ultimi anni di gestione di AVT la maggior parte dei bus erano Menarini Monocar 201 di prima e seconda serie, oggi tutti dismessi; AVT aveva anche una folta gamma di Fiat 418, un Fiat 470, quattro Autodromo Pollicino e quattro Fiat 316, anch'essi dismessi. Ereditati dalla vecchia gestione, restano tuttora in servizio quattro Iveco Turbocity di due differenti versioni (gli originali erano sei), sette Scania Omnicity, dieci Mercedes-Benz O405 carrozzati Macchi (cinque dei quali in versione autosnodato) e dodici Irisbus Europolis. Sono invece approdati da pochi anni sulle strade varesine cinque Mercedes Citaro (due in versione autosnodato), due Mercedes-Benz O405 di nuova generazione, quattro Menarini 220 e quattordici Iveco CityClass. Anche la flotta è stata assorbita in toto da TUV a partire dal 2010.
L'azienda aveva progettato di inserire all'interno della città i "trambus", ma il fallimento ha conseguito il non termine del progetto.